# Thriller – Live

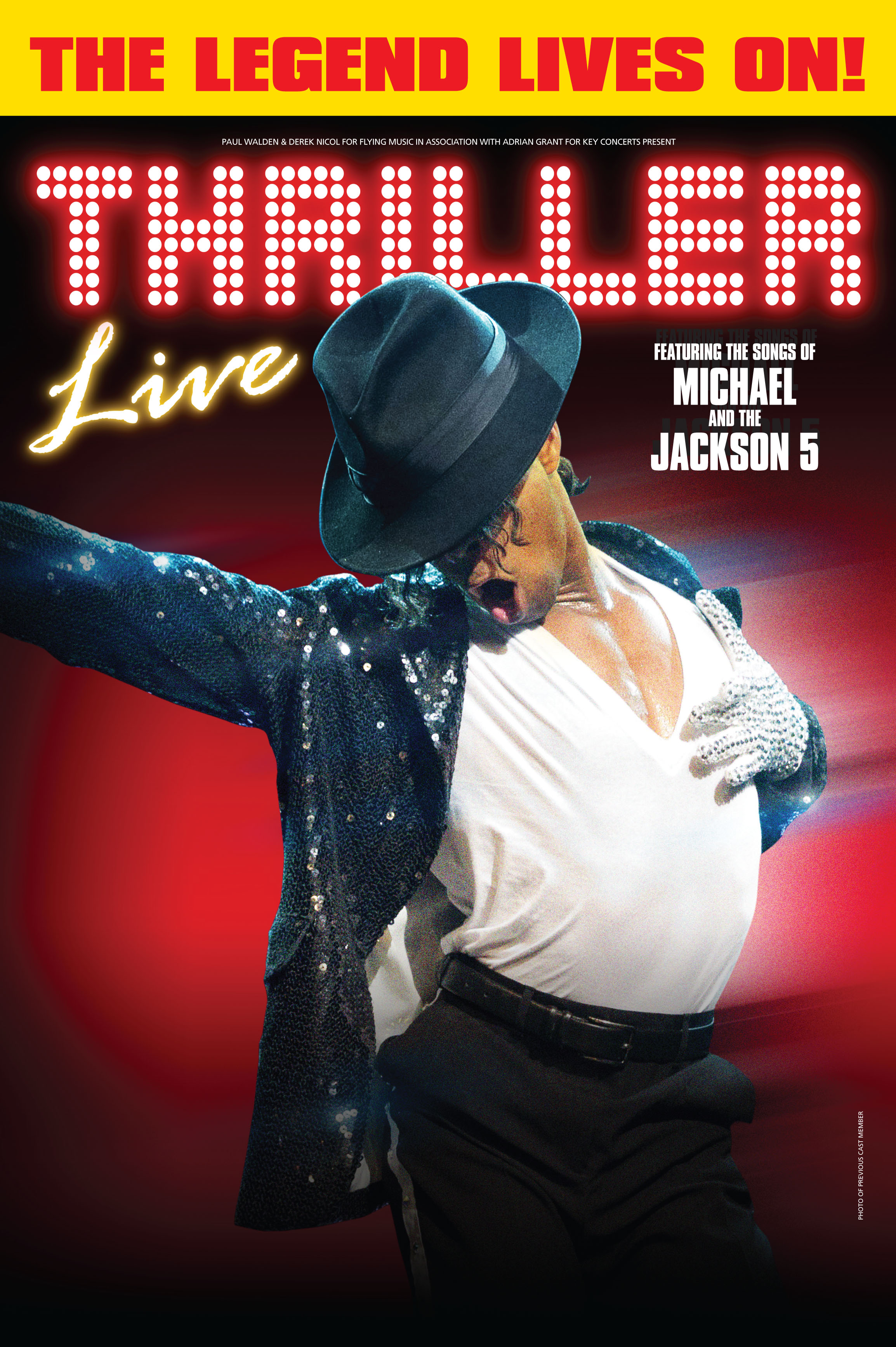
Affiche pour Thriller – Live

Thriller – Live est un concert et une comédie musicale juke-box ayant pour thème la musique des Jackson Five et de Michael Jackson. Le spectacle est conçu par Adrian Grant (en).
Après une tournée mondiale, il s'agit du spectacle résident du Lyric Theatre de Londres.
Depuis 2015, la distribution est assurée par Haydon Eshun, Trenyce (en), David Jordan (sous le nom de Dajiow), Tyrone Lee et Rory Taylor.

## Listes des chansons habituelles
| Partie I | Partie II |
| --- | --- |
| - Music and Me - I Want You Back - ABC - The Love You Save - I'll Be There - Show You the Way to Go - Shake Your Body (Down to the Ground) - Blame It on the Boogie - Dangerous - She's Out of My Life - Off the Wall - Get on the Floor - Rock with You - It's the Falling in Love - Don't Stop 'Til You Get Enough - Can You Feel It | - Wanna Be Startin' Somethin' - P. Y. T. (Pretty Young Thing) - Beat It - The Way You Make Me Feel - I Just Can't Stop Loving You - Smooth Criminal - Dirty Diana - Man in the Mirror - Heal the World - Billie Jean - Thriller - Bad - Black or White |

Parfois, Human Nature est également chantée.